# Peter Leebrook
Peter David Leebrook (sinh ngày 18 tháng 9 năm 1968) là một cầu thủ bóng đá người Anh thi đấu ở vị trí hậu vệ biên. Ông thi đấu hơn 50 trận ở Football League cho Burnley.
Sau khi giải nghệ, Leebrook di cư sang Arizona và chơi bóng trong 15 năm. Sau đó ông chuyển đến Halifax, Canada và trở thành Giám độc Kĩ thuật của Halifax City Soccer Club của Nova Scotia, trước đó là huấn luyện viên đội một. Sau đó ông trở lại Phoenix, Arizona thi đấu cho SC Del Sol với vai trò Trợ lý Giám đốc Huấn luyện.